# Saltram House
Saltram House ist ein Herrenhaus in Plympton bei Plymouth in der Grafschaft Devon in Großbritannien. Das als Kulturdenkmal der Kategorie Grade I klassifizierte Herrenhaus gilt mit seiner originalen Möblierung als eines der am besten erhaltenen Häuser im frühen georgianischen Stil.

## Geschichte

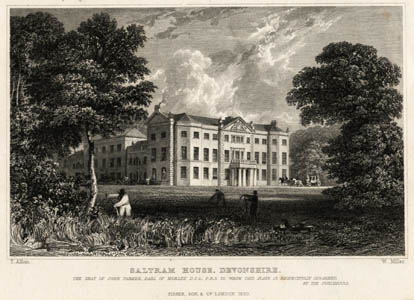
William Henry Bartlett; Saltram House, um 1832

Im 16. Jahrhundert wurde Saltram als Sitz der freibäuerlichen Familie Mayhowe erbaut. 1614 erwarb es James Bagg, Zollaufseher und Abgeordneter im House of Commons für Plymouth. Das Anwesen wird 1638 als Landhaus mit Garten beschrieben. 1660 vergab das Parlament das Anwesen an den Kapitän Henry Hatsell, 1661 erwarb George Carteret das Haus, der vermutlich einige Umbauten vornehmen ließ. Celia Fiennes beschrieb 1698 das Haus als sehr großes Landhaus, das wie in einem Hain alter Bäume steht.
1712 wurde das Anwesen an George Parker, einem Grundbesitzer aus dem etwa 1,5 km nordöstlich gelegenen Boringdon verkauft. Er vererbte den Besitz 1743 an seinen Sohn John Parker und dessen Frau Catherine Poulett, die 1743 das Haus nach dem Entwurf eines unbekannten Architekten umbauen ließen. Dabei wurde der Südflügel neu umgebaut, der Westflügel palladianisch gestaltet und der Ostflügel neu errichtet. Saltram wurde zum Hauptwohnsitz der Familie Parker. 1768 erbten John Parker II., der 1784 zum Lord Boringdon ernannt wurde, und seine Frau Theresa Robinson Saltram House, das sie sogleich erweiterten und umbauten. Sie beauftragten Robert Adam mit dem von 1768 bis 1772 erfolgten Umbau des Hauses, während Nathaniel Richmond ab 1770 den Garten teilweise umgestaltete und mit der Anlage des Parks begann. Von 1779 bis 1782 nahm Adam einen zweiten Umbau vor.
Da nach dem Tod von Robert Parker II sein Sohn noch minderjährig war, wurde Saltram 1788 an Georg III. und dessen Frau Sophie Charlotte vermietet. Als John Parker III, seit 1815 Earl Morley, das Haus schließlich übernahm, ließ er von John Foulston die Vorhalle im Regency-Stil umbauen. Durch Fehlinvestitionen war er bei seinem Tod 1840 hoch verschuldet. Saltram blieb nach seinem Tod unbewohnt, bis Albert Parker, der dritte Earl of Morley 1884 mit seiner Frau Margaret Holford of Westonbirt wieder einzog. Er ließ den Garten teilweise neu gestalten. Seine beiden Söhne blieben unverheiratet und wohnten bis nach dem Ende des Zweiten Weltkriegs gemeinsam in Saltram. Während des Zweiten Weltkriegs lagerte bis zur Invasion in der Normandie eine amerikanische Division im Park.
Zur Begleichung von Erbschaftssteuern fiel das Anwesen 1957 an den Staat und wurde dem National Trust übergeben. Die Repräsentationsräume des Herrenhauses, die Wohnräume im Obergeschoss und die Küche können heute von März bis Ende Oktober besichtigt werden. 2019 wurde Saltram House von rund 252.000 Personen besucht. 2024 betrug die Besucherzahl etwa 167.000 Personen.

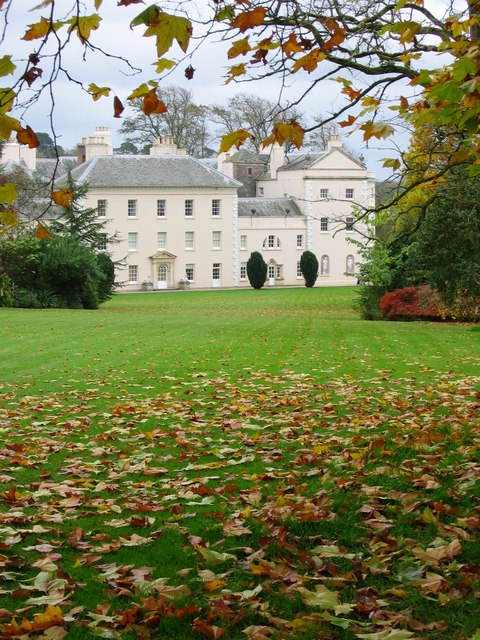
Westfassade

## Anlage
Das Herrenhaus ist eine fast quadratische, vierflügelige, um zwei Innenhöfe angelegte Anlage im georgianischen Stil. Von den Vorgängerbauten des 16. und 17. Jahrhunderts sind Teile erhalten geblieben, jedoch nicht äußerlich erkennbar. Das Haus ist aus Bruchstein erbaut, die Fassaden sind mit Granit verkleidet. Obwohl unterschiedlich entworfen, sind die Ost, Süd- und die Westfassade jeweils symmetrisch ausgeführt und besitzen je drei Stockwerke. Die Südfassade besitzt einen wappengeschmückten Vorbau aus dem frühen 19. Jahrhundert, der Haupteingang wurde 1820 von Foulston neu angelegt. Die Ostfassade besitzt seitliche Giebelaufsätze, die Westfassade ist im palladianischen Stil mit zwei hohen übergiebelten Pavillonaufsätzen an den Seiten. Die Walmdächer sind mit grauem Schiefer gedeckt.

### Innenausstattung

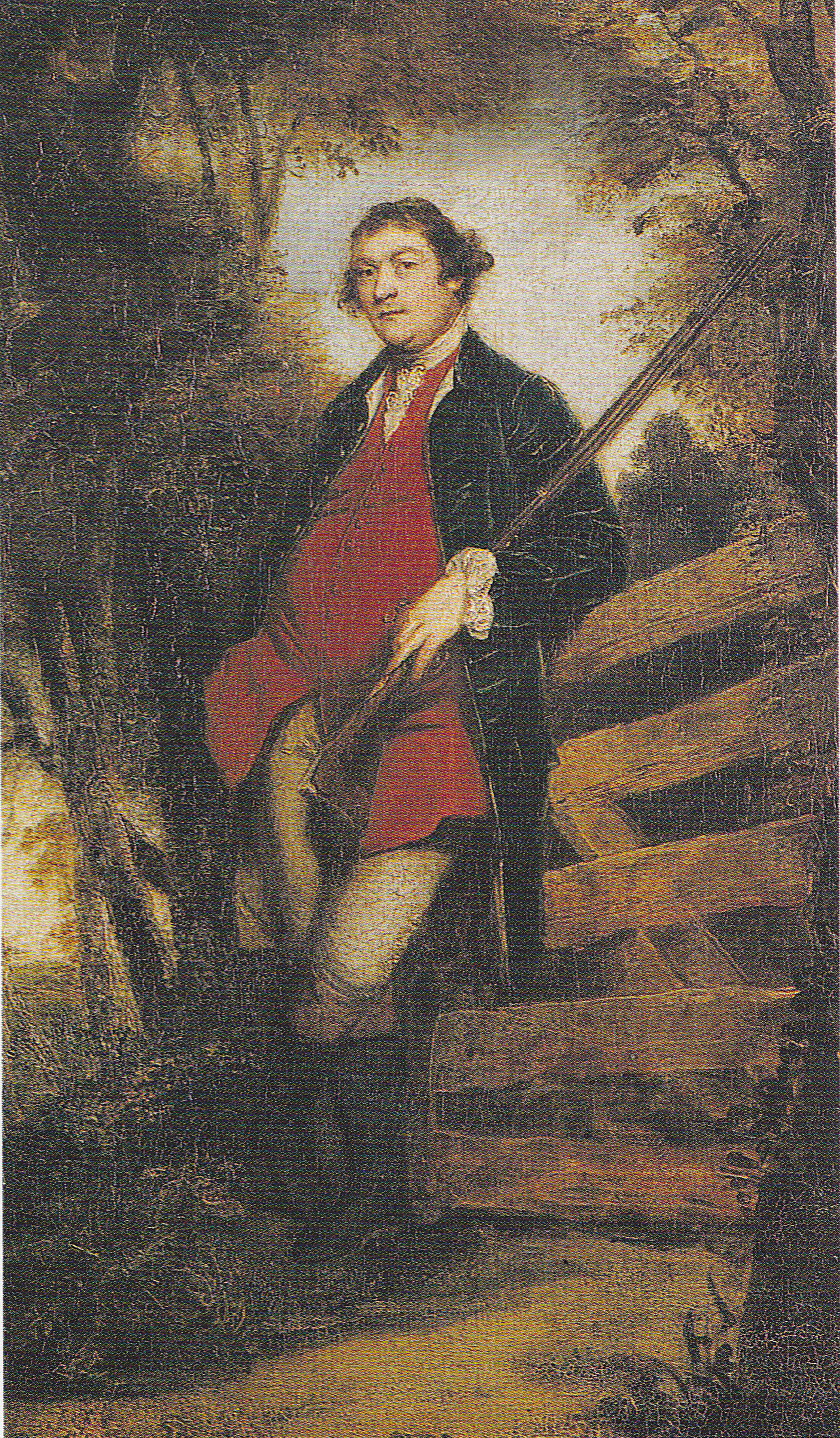
John Parker, 1. Baron Boringdon. Porträt von Joshua Reynolds, Saltram House

Die Repräsentationsräume des Herrenhauses gelten als die prächtigsten in Devon. Der von Robert Adam entworfene Salon und die Bibliothek werden zu seinen Hauptwerken gezählt. Adam entwarf die Bibliothek 1768, 1780 wurde der Raum von ihm zu einem Speisezimmer umgebaut, nur noch die Deckenmalerei verrät die frühere Nutzung. Auch für den angrenzenden Salon hat Adam die gesamte Inneneinrichtung entworfen. Der dem Doppelkubussaal von Wilton House nachempfundene Raum besitzt eine gewölbte Decke mit Lunettenmalerei von Antonio Zucchi. Die beiden Räume zeigen die Entwicklung Adams als Innenarchitekt vom konventionellen Rokoko zu seinem eigenen Stil, dem Adamstil.
Alle Repräsentationsräume zeigen feine Stuckarbeiten und originale Kamine, Türen und Blendläden. Das Haus verfügt über fünf Treppenhäuser, von denen vier noch aus dem 18. Jahrhundert stammen. In den Appartements im Obergeschoss befinden sich unter anderem eine Porzellansammlung im Spiegelzimmer, handbemalte chinesische Seidentapeten und chinesische Spiegelgemälde des 18. Jahrhunderts.
Bei der Zusammenstellung seiner Gemäldesammlung wurde John Parker II von dem im nahen Plympton geborenen Joshua Reynolds beraten; neben mehreren Porträts von Reynolds selbst sind in der Sammlung auch elf Werke von Angelika Kauffmann und neun Bilder von Gilbert Stuart vorhanden.

### Nebengebäude
Etwa 60 m südöstlich des Herrenhauses befinden sich die um einen Innenhof angelegten ehemaligen Stallungen, die Mitte des 18. Jahrhunderts aus Ziegelsteinen erbaut wurden.
Etwa 2 km nordöstlich des Hauses liegt heute außerhalb des Parks der Boringdon Arch, ein 1783 errichteter Triumphbogen aus Ziegelsteinen. Der vermutlich von Robert Adam entworfene Bogen lag ursprünglich in einer Sichtachse zum Herrenhaus.

### Garten und Park

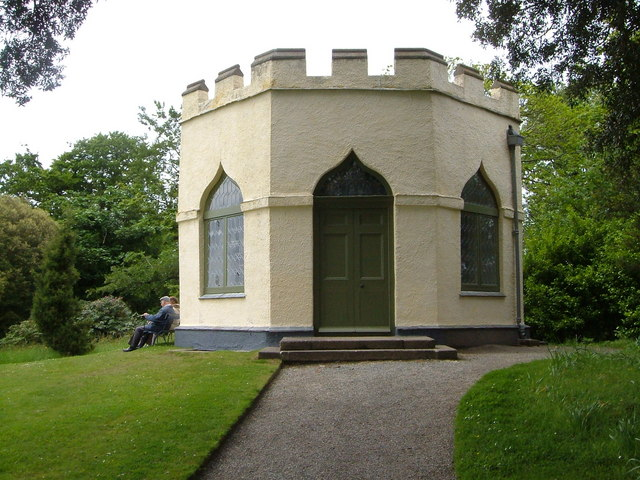
The Castle genanntes Sommerhaus im Park

Das Haus ist von einem etwa 165 Hektar großen Landschaftspark umgeben, der als Wildpark angelegt ist. Der Park wird im Westen und im Norden vom River Plym und dessen „Laira“ genannten Mündungstrichter begrenzt, auf die das ansteigende Gelände Panoramablicke bietet. Die Hauptzufahrt erfolgt von Osten über eine 500 Meter lange gewundene Zufahrt. Die Straße überquert über eine Betonbrücke die 1970 erbaute Schnellstraße A38, die den Park im Osten durchschneidet. Der 15 Hektar große Garten des Hauses liegt hauptsächlich an der Nord- und Westseite des Hauses, entlang der Ostfassade verläuft nur ein schmaler Streifen. An der Südfassade des Hauses liegt die Kutschenzufahrt, die vom Wildpark durch einen Ha-Ha aus dem späten 19. Jahrhundert abgetrennt ist. Im Osten liegt eine geschotterte Terrasse, die Wiese davor ist mit einem Eisenzaun vom Park getrennt. Vom Kutschenhof führen Kieswege in den nördlich und nordwestlich gelegenen Garten. Der Garten wird durch eine im 19. Jahrhundert angelegte, über 230 Meter lange Lindenallee geprägt. Die neugotische Kapelle, 50 Meter nordwestlich des Hauses, wurde 1776 errichtet und wird seit 1998 als Kunstgalerie genutzt. Etwa 270 Meter nordwestlich des Hauses liegt die Orangerie. Das ursprünglich aus dem späten 18. Jahrhundert stammende hölzerne Gebäude wurde 1932 nach einem Brand restauriert. Der Garten ist mit seltenen Pflanzen wie einem Seidenbaum oder Hartriegel durchsetzt, östlich der Orangerie liegt ein Hain aus Orangenbäumen aus dem späten 18. Jahrhundert. Weiter westlich befinden sich The Castle, ein oktogonales, im gotischen Stil errichtetes Sommerhaus aus dem späten 18. Jahrhundert, nördlich des Herrenhauses Fanny's Bower. ein im Stil eines antiken Tempels errichtetes Belvedere. Im Park befindet sich am Flussufer das Amphitheatre. eine Folly aus dem 18. Jahrhundert.

## Sonstiges
Das Herrenhaus war ein Drehort des Films Sinn und Sinnlichkeit sowie der 1969 entstandenen englischen TV-Serie The Parkers at Saltram.